# Fredrik Gyllenborg (1767–1829)
Graf Fredrik Gyllenborg (* 10. Dezember 1767; † 18. August 1829) war ein schwedischer Militär und von 1810 bis 1829 Justizminister.
Er entstammte dem schwedischen Adelsgeschlecht Gyllenborg und war ein Sohn des Assessors und Grafen Gustaf Adolf Gyllenborg (1743–1789). Früh trat er ins Militär ein und wurde 1780 als 13-Jähriger Fähnrich im Uppland-Regiment. Ab 1782 studierte er an der Universität Uppsala drei Jahre lang Jurisprudenz, verließ die Militärlaufbahn und trat 1785 in die Justizrevisionen ein. 1792 wurde er Assessor am schwedischen Hofgericht, im Jahr darauf Revisionssekretär und Generalauditor, 1796 Verwalter des Justizkanzleramts und 1809 Richter (justitieråd) am Obersten Gerichtshof Schwedens (Högsta domstolen). Im folgenden Jahr wurde er anstelle des Grafen Carl Axel Wachtmeister Justizminister, welche Stellung er bis zu seinem Tod 1829 innehatte. 1818 war der unverheiratet gebliebene Gyllenborg in Uppsala Doktor der Rechte geworden; auch war er Ritter des Seraphinenordens gewesen.